# 이창섭 (국립소방연구원)

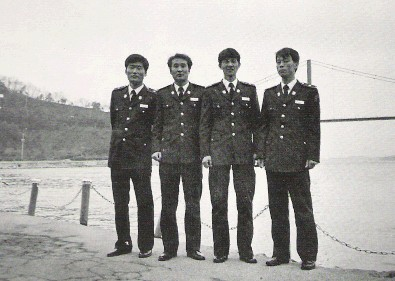
1989년 제6기 소방간부후보생 (왼쪽 두번째)

이창섭(1960. 2. 4. ~ )은 대한민국의 소방학자, 소방공무원이다. 제6기 소방간부후보생으로 1990년 2월 13일 지방소방위로 임관하여 아산소방서장, 충청소방학교장, 세종소방본부장, 대구소방본부장, 충남소방본부, 국립소방연구원장 등을 역임하였다.

## 경력[2]
- 2019.12 ~ 제1대 국립소방연구원 원장
- 2018.10 ~ 2019.06 제16대 경상북도 소방본부 본부장
- 2016.05 제13대 충청남도 소방본부 본부장
- 2015.07 제18대 대구소방안전본부 본부장
- 2012.07 ~ 2015.07 제1대 세종특별자치시 소방본부 본부장
- 2012.03 소방방재청 방호조사과 과장
- 2011.09 소방방재청 화재조사감찰팀 팀장
- 2011.03 소방정책국 소방정책과
- 2010.02 소방방재청 소방산업과
- 2008.10 충청소방학교 교장

## 학력
- 부경대학교 화학공학과 학사
- 영남대학교 환경과학과 석사
- 호서대학교 안전공학과 박사 학위